# Philippe Le Corbesier
Philippe Henri Le Corbesier (Aarschot, 26 mei 1823 - 8 juni 1882) was een Belgisch notaris en politicus voor de Katholieke Partij.

## Levensloop
Le Corbesier groeide op te Aarschot, waar zijn vader (Guillaume) burgemeester en notaris was. Hij trad op beide vlakken in diens voetsporen. In 1872 werd hij, in opvolging van de liberaal Jean Van Ophem, aangesteld als burgemeester.
Hij werd in juli 1881 door de rechtbank van eerste aanleg wegens fraude en verduistering afgezet als notaris. In maart 1882 werd hij ook uit zijn ambt van burgemeester van Aarschot ontzet. Hij werd als burgemeester opgevolgd door Hendrik Jannes. Ook was hij Brabants provincieraadslid.